# Кызылсуг
Кызылсуг (хак. Хызылсуғ «красная вода») — деревня в Таштыпском районе Хакасии. Расстояние до райцентра — с. Таштып — 31 км, автомобильная дорога идет вдоль реки Таштып. От Кызылсук до ближайшей ж.-д. станции — 56 км.
Население — 91 человек, в том числе хакасы — 96,7 %, русские — 3,3 %.
Кызылсук был основан в середине XIX века. В советские годы был образован колхоз, позднее — совхоз, затем — подсобное хозяйство. В годы Великой Отечественной войны на войну ушли 63 человека, не вернулись с войны 29 человек. В Кызылсук имеется начальная школа. Крупных предприятий нет.

## Население
| 2002 | 2010 |
| ---- | ---- |
| 93   | ↘85  |